# SBS LIFE
SBS LIFE(SBS 라이프)는 SBS 미디어넷이 운영하는 대한민국의 케이블 및 위성 텔레비전 채널이다.

## 개요
패션, 뷰티, 여행, 푸드, 리빙, 뮤직, 예능 등 다양한 분야의 콘텐츠를 제작·편성, 다채로운 즐거움과 실생활에 필요한 정보가 융합된 콘텐츠로 새로운 라이프스타일의 감성 예능을 제작.

## 채널 이름 및 로고 변천사

### 채널 이름
- 2019년 10월 1일 ~ 2024년 12월 1일: SBS F!L
- 2024년 12월 2일 ~ 현재: SBS LIFE

## 프로그램

### 자체 제작
- 2019 슈퍼모델 선발대회
- 고기클럽
- 이슈메이커스
- 보성강림
- 여자플러스3
- 렌트채널 님은 부재중
- 수상한 검증단, 가봐야 알지
- 외식하는 날 시즌2
- 홈데렐라
- 당신의 일상을 밝히는 가
- 김구라의 뻐꾸기 골프
- 감자덕후
- 빵카로드
- 더트롯쇼

### 외부 편성
- 좋은 아침 - 하우스
- 위플레이 시즌2
- 더 쇼
- 생활의 달인
- 꼬리에 꼬리를 무는 그날 이야기
- 비행기 타고 가요
- 열혈사제
- 낭만닥터 김사부
- TV 동물농장
- 동상이몽 2 너는 내 운명
- 미운 우리 새끼
- 당신이 혹하는 사이

### 특이 사항
개국 초기 때부터 모바일 기기에 실시간 방송을 서비스할 때부터 시청 불가 채널로 분류되었지만, 이후에는 wavve를 통해 시청 가능 채널로 전향된 상태이다. 따라서 실시간 방송에 대한 지원 문제는 일반적으로 '저작권 이슈'나 '시스템 미비' 따위가 제일 유력한 것으로 보고된다.